# 굿바이데이 (2007년 영화)
"굿바이데이"(Goodbyeday)는 한국에서 제작된 유상욱 (영화 감독)의 2007년 드라마 영화이다. 김광영 등이 주연으로 출연하였다.

## 출연

### 주연
- 김광영
- 윤지후
- 길용우
- 강문영

## 기타
- 콘티: 안은후